# Distrito de Minamikawachi
El distrito de Minamikawachi (南河内郡 Minamikawachi-gun?) es un distrito localizado en la prefectura de Osaka, Japón. En julio de 2019 tenía una población estimada de 33.922 habitantes y una densidad de población de 442 personas por km². Su área total es de 76,73 km².

## Localidades
- Chihayaakasaka
- Kanan
- Taishi